# De la révolution aux révoltes
De la révolution aux révoltes est un essai de Jacques Ellul paru en 1972, le deuxième d'une trilogie consacrée au thème de la révolution, entre Autopsie de la révolution (1969) et Changer de révolution. L'inéluctable prolétariat (1982).

## Éditions
- Paris, Calmann-Lévy, collection Liberté de l'Esprit, 1972
- Paris, La Table Ronde, 2011

## Présentation de l'œuvre
Dans cet ouvrage riche en formules-choc, Ellul reprend l'argument central d'Autopsie de la révolution : toute révolution est « impossible » dans notre société pour la double raison que celle-ci n'est plus seulement « industrielle » mais « technicienne » et que les hommes n'ont pas pris la mesure de cette mutation. Si on ne la conçoit qu'en termes marxistes, la révolution est proprement inconcevable. Le contexte du XXe siècle est en effet totalement différent de celui du XIXe, décrit par Marx : « il est vain de déblatérer contre le capitalisme : ce n'est plus lui qui fait le monde mais la machine ». En d'autres termes, si la révolution est un éternel projet mort-né, c'est parce que l'idéal de liberté passe aujourd'hui complètement au second plan, derrière l'idéal de confort, que la technique ne cesse de concrétiser toujours plus. Reprenant les arguments de Marx, Ellul explique que le succès du capitalisme (le fait qu'il résiste à la critique) repose sur le fétichisme de la marchandise vécu par une immense majorité d'individus. Or ce qui à présent stimule ce fétichisme, c'est la technique car c'est sur elle que repose entièrement le renouvellement de l'appareil de production des marchandises. La publicité n'est aux yeux d'Ellul qu'une "technique" permettant de faire passer pour un besoin ce qui n'est qu'un désir, autrement dit de renforcer le fétichisme de la marchandise.
Ellul démontre ensuite que le terme « révolution » sert le plus souvent à désigner ce qui n'est à ses yeux qu'une « révolte ». En effet, une révolution est portée par un projet de type politique : la révolution est une pensée et une organisation. Or, nous n'assistons aujourd'hui qu'à des révoltes, c'est-à-dire des sursauts violents qui marquent la limite de l'acceptable. Selon Ellul, ces révoltes sont très vite assimilées par la société technicienne.
À ce propos, Christophe Bourseiller écrit : « Nombreux sont aujourd’hui les porte-drapeaux de la révolution. Mais les « mouvements sociaux » ne menacent pas le système. Ils ne font que fragiliser les gouvernements. Ils provoquent des réformes. Ils contraignent les partenaires sociaux à des négociations. ».

### Contenu
Jacques Ellul distingue nettement les deux concepts de révolution et de révolte. « Deux traits permanents caractérisent la révolte : le sentiment de l’intolérable, et l’accusation contre un ennemi. Il suffit d’un fait apparemment anodin pour qu’une limite soit franchie et que le quotidien devienne insupportable. La révolte s’apparente alors à un refus de l’histoire, c’est-à-dire au rejet d’un demain qui sera comme aujourd’hui : « Le révolté n’a pas de futur parce que ce futur ne peut être que l’aggravation du présent, et ce présent ils ne le veulent plus ». La révolte est donc une volonté de « dévier le cours normal de l’histoire ». De ce fait, la révolte est réactionnaire et illuministe, totalement désespérée et suicidaire. Elle est aussi marquée par une accusation, par la reconnaissance claire d’un bouc émissaire, mais elle n’est pas l’expression de la lutte des classes : elle manifeste plutôt une solidarité entre classes ».
Pour Ellul, la révolution n’est pas une révolte qui aurait réussi : « Ce sont des catégories différentes ». « Le point commun entre les deux phénomènes est leur opposition à l’histoire, l’« effort d’un recommencement absolu ». Ce qui les distingue, ce sont deux éléments nouveaux, propres à la révolution : la théorie et l’institution. À la différence de la révolte, qui est viscérale et immédiate, la révolution s’appuie sur une pensée préalable, une doctrine qui cherche à s’appliquer au réel. Elle n’est donc pas désespérée, mais au contraire pleine d’espoir, et si la mort y est possible elle est accidentelle. Par ailleurs, la révolution veut s’institutionnaliser, ce qui fait émerger un nouveau type d’acteurs : les gérants, qui mettent en ordre la révolution. Si la révolte est mouvement, la révolution tend à la constitution, et pour cela a besoin d’un État fort ».
Une lecture superficielle de Marx prétend que tous les ouvriers sont des prolétaires, et que le prolétariat est, par essence, révolutionnaire. Cependant, des études montrent la distance qui existe d'une part entre la situation sociale à l'époque de Marx et la situation contemporaine ; d'autre part entre les caractéristiques du prolétariat à l'époque de Marx et le prolétariat français contemporain. Dans les faits, on a montré que les ouvriers sont plutôt passifs, indifférents, voire plutôt conservateurs face aux événements sociaux et qu'ils ne contestent pas l'ordre établi. « Il n'y a pas là grand espoir d'une vraie prise de conscience, tout au plus une masse de manœuvre possible pour des révoltes sans lendemain provoquées en un point ou un autre par un excès de misère. (…) On sait depuis longtemps que la prise de conscience révolutionnaire implique un certain niveau de vie, une misère d'où l'on est sorti mais pas encore oubliée ».
En réalité, le monde ouvrier occidental est très bien intégré dans notre société. Il est absorbé par la société technicienne. Marcuse écrivait : « Comme les autres objets humains de la division sociale du travail, [l'ouvrier] est en train de s'intégrer à la communauté technologique ». C'est donc la société technicienne qui annihile la capacité révolutionnaire du prolétariat : « La société n'est plus fonction du capital mais de la technique qui est puissamment intégratrice : l'affadissement de la classe ouvrière tient avant tout à son appartenance à ce nouveau type de société, dont il accepte l'objectif qui lui paraît être un but commun ». La prise de conscience de l'ouvrier, lorsqu'il y en a une, serait donc de type réformiste (amélioration de la qualité de vie) plus que révolutionnaire. En revanche, la classe ouvrière est embrigadée par les idéologies dites révolutionnaires.
Coudray (pseudonyme de Cornelius Castoriadis) écrivait : « Le prolétariat industriel n'a pas été l'avant-garde révolutionnaire de la société. (…) Ce qui a plaqué par terre la société en mai 1968 a été l'attitude du prolétariat, sa passivité (…), son inertie, son indifférence par rapport à tout ce qui n'est pas la revendication économique (…). Sa seule visée a été d'améliorer sa situation dans la société de consommation. Même cette amélioration, elle n'imagine pas qu'elle puisse l'accomplir par une activité autonome (…). Chaque fois qu'il s'est agi de dépasser le niveau informel (…) le prolétariat est retombé dans les schémas de représentation, les modes du faire et les types d'institution de la civilisation dominante ». Même Roger Caillois écrit : « Mai 1968... il n'est pas exagéré de conjecturer que cette date pourra être retenue comme celle de la fin quasi officielle de la lutte des classes en France, et de son remplacement par une coexistence pacifique, concurrentielle qui n'exclut pas la lutte pour le pouvoir et d'âpres conflits mais qui les situe désormais dans le cadre des institutions en vigueur ». En bref, pour Jacques Ellul, si la classe ouvrière existe encore, elle n'est pas révolutionnaire.
Apparaît alors une idée, pour actualiser la révolution : la jeunesse serait le nouveau prolétariat, comme cela est démontré par les situationnistes et récupéré par les idéologies révolutionnaires ; les jeunes seraient révolutionnaires par essence. Or, en dehors du caractère fluctuant et indéfinissable de ce que peut être la jeunesse, la situation du jeune « est exactement inverse de celle de la classe ouvrière au XIXe siècle. Celle-ci était totalement intégrée à la société de consommation sans profiter de la consommation. La jeunesse est totalement intégrée à la société de consommation sans participer au processus de production ». La jeunesse, d'ailleurs, est la cible privilégiée des propagandes de consommation précisément parce qu'elle n'est pas équipée pour résister, pour endurer, bref, pour faire une révolution. « Le jeune ouvrier est avant tout désireux de participer au nouveau genre de vie qui s'élabore sous ses yeux... le jeune paysan aspire à la modernisation... l'étudiant devient plus sensible à ce qui freine le développement social et donne plus consciemment son adhésion aux projets de la modernisation de l'économie. (…) Il n'y a pas de groupes humains qui soient par eux-mêmes investis d'une mission socialement salvatrice et politiquement libératrice. C'est pourquoi la gauche qui a usé et abusé du messianisme prolétarien et du messianisme intellectuel doit éviter de trouver un alibi à son impuissance actuelle dans un messianisme juvénile ». Jacques Ellul précise que « dans la mesure où la jeunesse existe, elle est un simple produit réifié de l'idéologie des adultes sur la société », idéologie du progrès, notamment.
Enfin, des auteurs comme Galbraith situent la révolution du côté des intellectuels, en misant sur leur participation à l’État : « Le sort futur de ce que l'on appelle la société moderne dépendra de l'empressement avec lequel la collectivité des intellectuels en général, et le corps des éducateurs et des scientifiques en particulier assumeront des responsabilités effectives en fait d'action et de direction politique ». Or, l’État est une technostructure, c'est-à-dire une structure qui ne peut pas être remise en question de l'intérieur : la révolution ne peut pas se faire par l'État. « En mettant son espérance dans cette croissance de l’État, en y voyant le moyen de lutter contre la société technicienne, Galbraith ne s'aperçoit pas qu'il va précisément dans le sens de cette société ». De plus, Noam Chomsky a démontré qu'il est inutile d'espérer voir les intellectuels (américains en tout cas) accéder à la conscience révolutionnaire précisément parce qu'ils se sont mis au service de la puissance américaine. Ces intellectuels sont pour lui des « nouveaux mandarins (…) dangereusement agressifs, arrogants, incapables d'accepter la leçon d'un échec en comparaison de leurs prédécesseurs dont la prétention au pouvoir ne se trouvait pas diminuée par la franchise concernant les limites de leurs connaissances ». Chomsky écrit que la situation dans laquelle se mettent les intellectuels est un « asservissement contre-révolutionnaire ». « Une solution pourrait cependant être explorée du côté de l'Université : nous refusons l'intégration de l'Université dans la société, quelle que soit la forme de cette dernière. Elle doit être une structure de déséquilibre permanent. (…) L'Université n'est pas un reflet de la société. Elle est la société parce qu'elle est désormais au cœur de son changement. (…) Une Université purement technique manque de créativité intellectuelle et aggrave les déséquilibres d'une société privée de sa réflexion sur elle-même. Une Université purement politique ou s'étouffe dans les palabres ou s'enferme dans une dictature intellectuelle ou elle périclite ». Cette vision de l'Université demanderait une véritable force révolutionnaire chez les universitaires, car la révolution « doit s'effectuer d'abord dans l'individu. (…) Il faut plus de vertu pour mener une lente action révolutionnaire pendant toute une vie, que pour mourir sur les barricades ».
Ainsi, pour Jacques Ellul, « il ne semble donc pas qu'il y ait de forces ni organisées ni potentielles dans notre société capables d'engager le processus révolutionnaire ». Frédéric Rognon écrit : « Le prolétariat est totalement intégré à la société de consommation, et a perdu toute volonté révolutionnaire. Les jeunes, fortement modelés par les médias, ont surtout un désir d’intégration, et perdront toute spontanéité dès qu’ils participeront à la gestion de la société. Quant aux intellectuels, ils sont de plus en plus spécialisés, conformément aux exigences de la société technicienne, et sont donc incapables de toute réflexion globale. Par conséquent, aucune force organisée ni potentielle ne peut engager le processus révolutionnaire. ».
« Beaucoup d'intellectuels de gauche désespèrent de voir la révolution se produire en Occident, admettant implicitement que le prolétariat n'est plus la classe ouvrière occidentale, (…) reportant sur le tiers monde l'espoir de la révolution, la division dans le monde n'étant plus entre les classes, mais entre les nations : il y a maintenant des nations prolétaires, exploitées, par des nations capitalistes, exploiteuses. Les nations exploitées sont maintenant le vrai prolétariat ergo, porteuses de la révolution ». Or, l'on s'aperçoit que la décolonisation ou la désaliénation du tiers monde vis-à-vis de l'Occident ne produit pas nécessairement un mouvement révolutionnaire : le résultat de ces renversements politiques est bien souvent la mise en place d'une société encore plus rétrograde et réactionnaire. Selon Ellul, les difficultés du tiers monde ne proviennent pas des structures (occidentales) contre lesquelles il faudrait lutter, mais du retard technique. Il se réfère ici aux travaux de Jean Baechler, qui écrit : « contrairement à une illusion bizarre, propre aussi bien aux révolutionnaires qu'aux contre-révolutionnaires, ce n'est pas le sous-développement des pays sous-développés qui risque de produire des phénomènes révolutionnaires mais bel et bien le développement. La probabilité de troubles et de subversions endogènes augmentera avec le recul de la misère... ». Edgar Morin, dans Introduction à la politique de l'homme, montre que c'est la tension entre le désir d'entrer dans la civilisation technicienne et la peur de la perte identitaire qui provoque les mouvements révolutionnaires. Guy Debord, de son côté, écrivait : « L'illusion néo-léniniste du trotskisme actuel, parce qu'elle est à tout moment démentie par la réalité de la société capitaliste moderne, tant bourgeoise que bureaucratique, trouve naturellement un champ d'application privilégié dans les pays sous-développés formellement indépendants où l'illusion d'une quelconque variante de socialisme étatique et bureaucratique est consciemment manipulée comme la simple idéologie du développement économique ». Les pays du tiers monde qui font la révolution font leur révolution, et celle-ci ne peut pas atteindre l'Occident – sinon émotionnellement – car la révolution nécessaire à l'Occident serait « la révolution d'une société technicienne, consommatrice, étatisée, bureaucratisée ». De plus, « ce n'est pas seulement parce que les peuples du tiers monde ne savent pas de quoi il s'agit, qu'ils sont incapables de faire la révolution nécessaire, mais c'est aussi en vertu d'une capacité intrinsèque : contrairement à ce que l'on pourrait imaginer, ces peuples ne peuvent rien pour (ou contre!) l'Occident, parce qu'ils adoptent progressivement toutes ses valeurs, ses mythes, ses croyances, ses images ».
« Néanmoins, si l’on ne peut plus envisager de révolution, « la révolte est encore possible ». Dans la société technicienne, l’homme est encore apte à la révolte, au refus viscéral et spontané de ce qu’on lui impose, même s’il n’y a aucun ennemi aisément identifiable. Les modèles passés n’ont plus la moindre utilité, le seul lieu révolutionnaire sera la conscience individuelle : « La nouveauté totale de la société technicienne rend le cheminement de la révolution totalement nouveau. Repartir de rien, c’est-à-dire de l’individu. Hors de ce point de départ, tout est vain ». Jacques Ellul garde donc, en conclusion de ce second essai, une lueur d’espoir : « Il faut bien se convaincre que rien ne sera gagné par quelque automaticité de lois de l’histoire ou de l’évolution, que nous ne sommes pas déjà engagés sur une voie révolutionnaire à suivre jusqu’au bout. Il faut l’ouvrir. Et je suis donc convaincu que si difficile que ce soit, ce n’est pas absolument impossible tant qu’un homme libre existe encore ». »

## Extraits en ligne
- http://www.initiationphilo.fr/articles.php?lng=fr&pg=286
- http://xlucarno.blogspot.com/2011/11/lectures-de-la-revolution-aux-revoltes.html
- http://mollat.epagine.fr/telextrait.php?format=5&idl=140385 {PDF}